# Liste von Personen der Amerikanischen Revolution
Dies ist eine Liste von Personen, die auf entscheidende oder bemerkenswerte Weise an der Amerikanischen Unabhängigkeitsbewegung und/oder dem Amerikanischen Unabhängigkeitskrieg beteiligt waren.

## Amerikanische patriotische Militärs
- Ethan Allen
- William Alexander
- Benedict Arnold
- Daniel Brodhead
- James Clinton
- Horatio Gates
- Nathanael Greene
- Alexander Hamilton
- Edward Hand
- William Heath
- Robert Howe
- William Irvine
- John Paul Jones
- Henry Knox
- John Laurens
- Charles Lee
- „Lighthorse“ Henry Lee
- Benjamin Lincoln
- Francis Marion
- Alexander McDougall
- Lachlan McIntosh
- James Monroe
- Richard Montgomery
- Daniel Morgan
- Jonathan Moulton
- John Paterson
- Benjamin Pierce
- Israel Putnam
- Philip Schuyler
- John Stark
- John Sullivan
- John Thomas
- James Mitchell Varnum
- Artemas Ward
- George Washington
- David Wooster

## Amerikaner (Loyalisten und Patrioten) aus dem Grenzland
- Daniel Boone
- Daniel Brodhead
- George Rogers Clark
- William Crawford
- Simon Girty
- Edward Hand

## Amerikanische patriotische Politiker und Schriftsteller
- John Adams
- Samuel Adams
- Benjamin Franklin
- John Hancock
- Patrick Henry
- Thomas Jefferson
- Filippo Mazzei (alias Philip Mazzei)
- Robert Morris
- Thomas Paine

## Amerikanische Loyalisten
- Benedict Arnold
- Joseph Galloway
- Thomas Hutchinson
- John Wentworth

## Britische und loyalistische Führer

### Regierungsoffizielle
- Georg III. (Vereinigtes Königreich)
- Frederick North
- George Germain, 1. Viscount Sackville

### Oberbefehlshaber in Nordamerika
- Thomas Gage
- William Howe
- Henry Clinton
- Guy Carleton, 1. Baron Dorchester
- John Campbell (of Strachur)

### Marinebefehlshaber
- Marriott Arbuthnot
- John Byron
- Thomas Graves
- Samuel Hood, 1. Viscount Hood
- Richard Howe, 1. Earl Howe
- George Brydges Rodney

### Andere militärische Befehlshaber
- Benedict Arnold
- John Burgoyne
- Charles Cornwallis, 1. Marquess Cornwallis
- Henry Hamilton
- Francis Rawdon-Hastings, 1. Marquess of Hastings
- Banastre Tarleton

## Französische Führer
- Charles Henri d’Estaing (Admiral)
- François Joseph Paul de Grasse (Admiral)
- Marie-Joseph Motier, Marquis de La Fayette (Offizier der Kontinentalarmee)
- Pierre L’Enfant (Armeeoffizier)
- Jacques-Donatien Le Ray (Diplomat)
- Ludwig XVI. (König)
- Jean-Baptiste-Donatien de Vimeur, comte de Rochambeau (Kommandeur der französischen Armee in Amerika)
- Charles Gravier, comte de Vergennes (Außenminister)

## Internationale Führer auf Seiten der Amerikanischen Patrioten
- Johann de Kalb
- Tadeusz Kościuszko
- Francisco de Miranda
- Kazimierz Pułaski (englisch Casimir Pulaski)
- Friedrich von Steuben

## Indianische Führer
- Joseph Brant (Mohawk)
- Blue Jacket (Shawnee)
- Cornplanter (Seneca)
- Cornstalk (Shawnee)
- Dragging Canoe (Cherokee/Chickamauga)
- Dunquat (der Wyandot „Halb-König“)
- Guyasuta (Seneca)
- Red Jacket (Seneca)
- White Eyes (Lenape)
- Captain Pipe (Lenape)
- Buckongahelas (Lenape)

## Frauen
- Abigail Adams
- Molly Brant (Mohawk)
- Margaret Corbin
- Jane McCrea
- „Molly Pitcher“
- Betsy Ross
- Deborah Sampson
- Nancy Ward (Cherokee)
- Mercy Otis Warren
- Phyllis Wheatley (afroamerikanische Poetin)